# Ilona Brand
Ilona Brand (17 de abril de 1958) es una deportista de la RDA que compitió en luge en la modalidad individual. Ganó dos medallas en el Campeonato Europeo de Luge, plata en 1979 y bronce en 1980.

## Palmarés internacional
| Campeonato Europeo | Campeonato Europeo | Campeonato Europeo | Campeonato Europeo |
| Año                | Lugar              | Medalla            | Prueba             |
| ------------------ | ------------------ | ------------------ | ------------------ |
| 1979               | Oberhof (RDA)      | Medalla de plata   | Individual         |
| 1980               | Valdaora (Italia)  | Medalla de bronce  | Individual         |